# Saint-Jacques-d'Ambur
Pour les articles homonymes, voir Saint-Jacques.
Saint-Jacques-d'Ambur est une commune française, située dans le département du Puy-de-Dôme en région Auvergne-Rhône-Alpes.

## Géographie
La commune de Saint-Jacques-d'Ambur est située dans la région des Combrailles, à dix minutes de l'autoroute A89, à 35 minutes à l'ouest de Clermont-Ferrand et à 35 minutes de Riom.
Elle se trouve dans l'aire d'attraction de Clermont-Ferrand et sa zone d'emploi, ainsi que dans le bassin de vie de Riom.

### Communes limitrophes
Les communes limitrophes sont  Chapdes-Beaufort, La Goutelle, Les Ancizes-Comps, Miremont et Montfermy.

### Géologie et relief
La superficie de la commune est de 20,40 km2 ; son altitude varie de 500  à   763 mètres.
La butte d'Ambur, d'une altitude de 746 mètres, est un plateau volcanique basaltique de 50 hectares où se trouvent les ruines du château d'Ambur.
Un gisement de fluorine est situé dans la commune à la Barre et à Martinèche.  La minéralisation est localisée dans le substratum gneissique à 5 km à l'Est du sillon houiller. Le gîte se compose d'un filon orienté nord-sud qui a été suivi sur 350 m de long et 40 m de profondeur. Il plonge sous un angle de 60 à 80° vers l'Est. Sa puissance est en moyenne de 2 m, mais varie dans de fortes proportions sur une distance de quelques mètres. La fluorine est accompagnée de quartz assez abondant et de traces de sulfures (surtout de la chalcopyrite).
Ce site a fait l'objet d'une exploitation jusqu'au début des années 1950. Les travaux sont descendus jusqu'à 40 m environ de profondeur. Des recherches entreprises en 1961-62 par la Société minière et métallurgique du Châtelet et en 1966 par la Société d'entreprises, carrières et mines de l'Esterel (SECME) n'ont pas donné de résultats satisfaisants, le filon étant étroit et très siliceux.
Environ 100 000 tonnes de spath métallurgique ont été produites. Le gîte est considéré aujourd'hui comme épuisé.

### Hydrographie

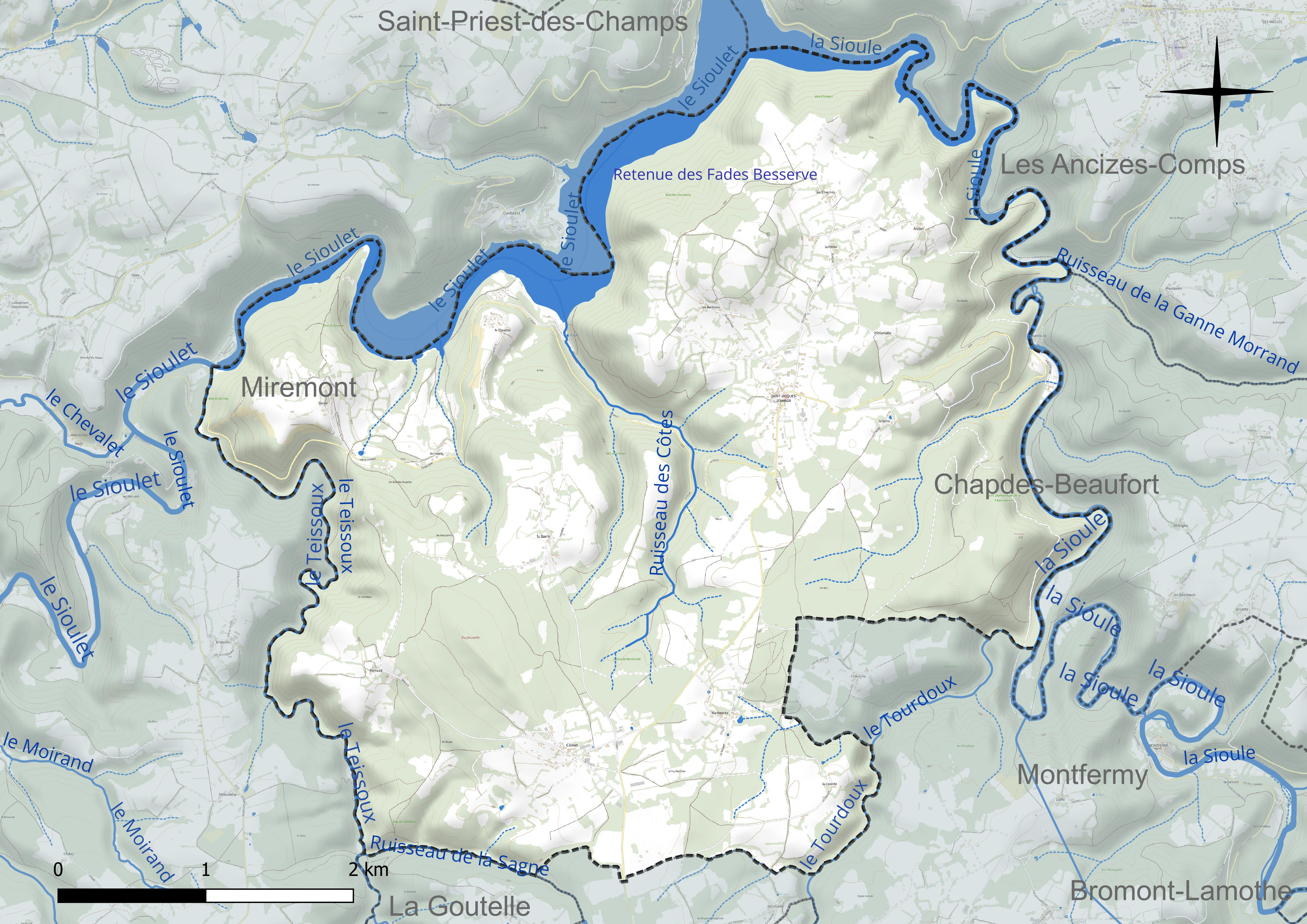
Carte hydrographique de la commune.

Saint-Jacques-d'Ambur se trouve à la confluence de la Sioule et du Sioulet, qui limitent au nord-est et à l'ouest le territoire communal et dont les eaux se jettent dans l'Allier, l'un des affluents du fleuve la Loire..
La retenue du lac des Fades-Besserve, une retenue d'eau de 450 hectares s'y trouve en partie.
La plage de la Chazotte se trouve à 3 km du bourg ; elle est équipée d'une plage à pente douce, 14 chalets et un snack-bar en bordure d'eau.

### Climat
Pour des articles plus généraux, voir Climat d'Auvergne-Rhône-Alpes et Climat du Puy-de-Dôme.
En 2010, le climat de la commune est de type climat des marges montargnardes, selon une étude du Centre national de la recherche scientifique s'appuyant sur une série de données couvrant la période 1971-2000. En 2020, Météo-France publie une typologie des climats de la France métropolitaine dans laquelle la commune est exposée à un climat de montagne ou de marges de montagne et est dans la région climatique Ouest et nord-ouest du Massif Central, caractérisée par une pluviométrie annuelle de 900 à 1 500 mm, maximale en automne et en hiver.
Pour la période 1971-2000, la température annuelle moyenne est de 9,4 °C, avec une amplitude thermique annuelle de 15,3 °C. Le cumul annuel moyen de précipitations est de 951 mm, avec 11,6 jours de précipitations en janvier et 8 jours en juillet. Pour la période 1991-2020, la température moyenne annuelle observée sur la station météorologique de Météo-France la plus proche, « Gelles », sur la commune de Gelles à 15 km à vol d'oiseau, est de 9,5 °C et le cumul annuel moyen de précipitations est de 1 026,1 mm,. Pour l'avenir, les paramètres climatiques de la commune estimés pour 2050 selon différents scénarios d'émission de gaz à effet de serre sont consultables sur un site dédié publié par Météo-France en novembre 2022.

## Urbanisme

### Typologie
Au 1er janvier 2024, Saint-Jacques-d'Ambur est catégorisée commune rurale à habitat très dispersé, selon la nouvelle grille communale de densité à sept niveaux définie par l'Insee en 2022.
Elle est située hors unité urbaine. Par ailleurs la commune fait partie de l'aire d'attraction de Clermont-Ferrand, dont elle est une commune de la couronne,. Cette aire, qui regroupe 209 communes, est catégorisée dans les aires de 200 000 à moins de 700 000 habitants,.

### Occupation des sols

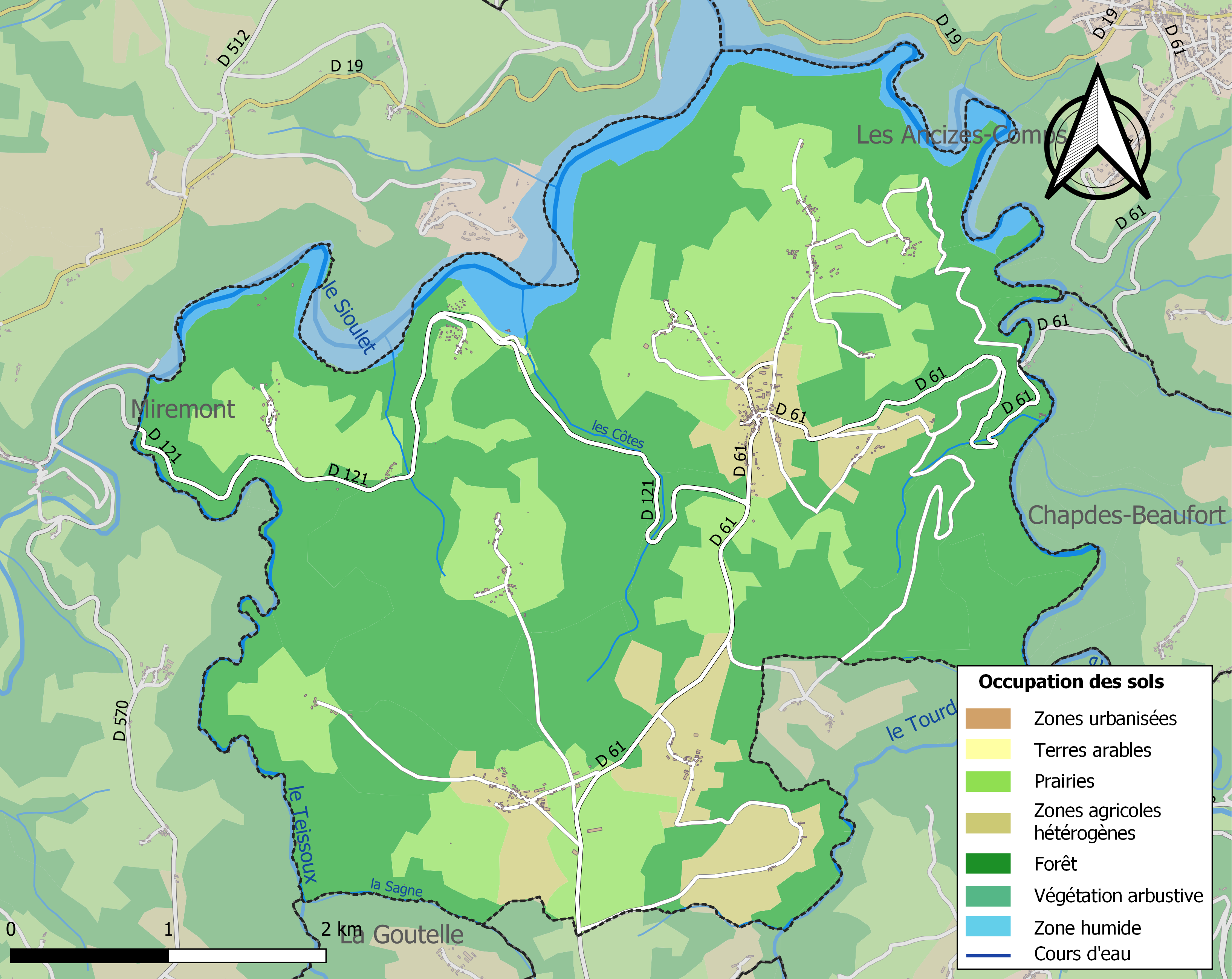
Carte des infrastructures et de l'occupation des sols de la commune en 2018 (CLC).

L'occupation des sols de la commune, telle qu'elle ressort de la base de données européenne d’occupation biophysique des sols Corine Land Cover (CLC), est marquée par l'importance des forêts et milieux semi-naturels (60,4 % en 2018), une proportion sensiblement équivalente à celle de 1990 (60,8 %).
La répartition détaillée en 2018 est la suivante : forêts (60,4 %), prairies (26,1 %), zones agricoles hétérogènes (9,1 %), eaux continentales (4,4 %).
L'évolution de l’occupation des sols de la commune et de ses infrastructures peut être observée sur les différentes représentations cartographiques du territoire : la carte de Cassini (XVIIIe siècle), la carte d'état-major (1820-1866) et les cartes ou photos aériennes de l'IGN pour la période actuelle (1950 à aujourd'hui).

### Lieux-dits, hameaux et écarts
La commune est composée de nombreux hameaux : Les Berthons, les Chaumes, La Barre, La Chazotte, Banlaud, Cornet, Martinèche, Andan, La Pèche, L'Etramaille, La Serre.

### Habitat et logement
En 2021, le nombre total de logements dans la commune était de 245, alors qu'il était de 225 en 2016 et de 227 en 2011.
Parmi ces logements, 58,1 % étaient des résidences principales, 29,7 % des résidences secondaires et 12,2 % des logements vacants. Ces logements étaient pour 93,5 % d'entre eux des maisons individuelles et pour 4,4 % des appartements.
Le tableau ci-dessous présente la typologie des logements à Saint-Jacques-d'Ambur en 2021 en comparaison avec celle du Puy-de-Dôme et de la France entière. Une caractéristique marquante du parc de logements est ainsi une proportion de résidences secondaires et logements occasionnels (29,7 %) supérieure à celle du département (10,2 %) et à celle de la France entière (9,7 %).
| Typologie                                               | Saint-Jacques-d'Ambur | Puy-de-Dôme | France entière |
| ------------------------------------------------------- | --------------------- | ----------- | -------------- |
| Résidences principales (en %)                           | 58,1                  | 79,3        | 82,2           |
| Résidences secondaires et logements occasionnels (en %) | 29,7                  | 10,2        | 9,7            |
| Logements vacants (en %)                                | 12,2                  | 10,5        | 8,1            |

## Politique et administration

### Rattachements administratifs et électoraux

#### Rattachements administratifs
La commune se trouve dans l'arrondissement de Riom du département du Puy-de-Dôme.
Elle faisait partie depuis 1801 du canton de Pontgibaud. Dans le cadre du redécoupage cantonal de 2014 en France, cette circonscription administrative territoriale a disparu, et le canton n'est plus qu'une circonscription électorale.

#### Rattachements électoraux
Pour les élections départementales, la commune fait partie depuis 2014 du canton de Saint-Ours.
Pour l'élection des députés, elle fait partie depuis 2010 de la deuxième circonscription du Puy-de-Dôme (auparavant, elle était rattachée à la sixième circonscription)..

### Intercommunalité
Saint-Jacques-d'Ambur était membre de la petite communauté de communes Pontgibaud Sioule et Volcans, un établissement public de coopération intercommunale (EPCI) à fiscalité propre créé en 2009 et auquel la commune avait transféré un certain nombre de ses compétences, dans les conditions déterminées par le code général des collectivités territoriales.
Dans le cadre des dispositions de la loi portant nouvelle organisation territoriale de la République du 7 août 2015, qui prévoit que les établissements publics de coopération intercommunale (EPCI) à fiscalité propre doivent avoir un minimum de 15 000 habitants, cette intercommunalité a fusionné avec ses voisines pour former, le 1er janvier 2017, la communauté de communes Chavanon Combrailles et Volcans, dont est désormais membre la commune.

### Élections municipales et communautaires

#### Élections de 2020
Le conseil municipal de Saint-Jacques-d'Ambur, commune de moins de 1 000 habitants, est élu au scrutin majoritaire plurinominal à deux tours avec candidatures isolées ou groupées et possibilité de panachage.
Compte tenu de la population communale, le nombre de sièges à pourvoir lors des élections municipales de 2020 est de 11. Sur les quinze candidats en lice, onze sont élus dès le premier tour, le 15 mars 2020, avec un taux de participation de 71,48 %.

#### Chronologie des maires
| Période                                  | Période                        | Identité           | Étiquette | Qualité      |
| ---------------------------------------- | ------------------------------ | ------------------ | --------- | ------------ |
| Les données manquantes sont à compléter. |                                |                    |           |              |
|                                          | mars 1983                      | Daniel Rochefort   |           |              |
| mars 1983                                | mars 2008                      | René Grange        |           |              |
| mars 2008                                | décembre 2012                  | Christian Vernadel |           |              |
| février 2013                             | 2022                           | Gérard Tixeront,   | SE        | Retraité     |
| septembre 2022                           | En cours (au 16 décembre 2022) | Éliane Gardon      |           | Technicienne |

### Jumelages
- Trézény (France)

## Population et société

### Démographie
L'évolution du nombre d'habitants est connue à travers les recensements de la population effectués dans la commune depuis 1793. Pour les communes de moins de 10 000 habitants, une enquête de recensement portant sur toute la population est réalisée tous les cinq ans, les populations de référence des années intermédiaires étant quant à elles estimées par interpolation ou extrapolation. Pour la commune, le premier recensement exhaustif entrant dans le cadre du nouveau dispositif a été réalisé en 2007.

En 2022, la commune comptait 291 habitants, en évolution de +6,2 % par rapport à 2016 (Puy-de-Dôme : +2,1 %, France hors Mayotte : +2,11 %).
| 1793 | 1800 | 1806 | 1821 | 1831 | 1836 | 1841 | 1846 | 1851 |
| ---- | ---- | ---- | ---- | ---- | ---- | ---- | ---- | ---- |
| 610  | 560  | 707  | 707  | 650  | 672  | 652  | 715  | 683  |

| 1856 | 1861 | 1866 | 1872 | 1876 | 1881 | 1886 | 1891 | 1896 |
| ---- | ---- | ---- | ---- | ---- | ---- | ---- | ---- | ---- |
| 653  | 636  | 651  | 625  | 652  | 626  | 611  | 602  | 570  |

| 1901 | 1906 | 1911 | 1921 | 1926 | 1931 | 1936 | 1946 | 1954 |
| ---- | ---- | ---- | ---- | ---- | ---- | ---- | ---- | ---- |
| 571  | 563  | 515  | 452  | 439  | 419  | 434  | 402  | 397  |

| 1962 | 1968 | 1975 | 1982 | 1990 | 1999 | 2006 | 2007 | 2012 |
| ---- | ---- | ---- | ---- | ---- | ---- | ---- | ---- | ---- |
| 389  | 370  | 343  | 344  | 315  | 300  | 296  | 295  | 282  |

| 2017 | 2022 | - | - | - | - | - | - | - |
| ---- | ---- | - | - | - | - | - | - | - |
| 276  | 291  | - | - | - | - | - | - | - |

### Sports et loisirs
- Courses de caisses à savon.
- Hébergement et restaurant
- Centre de tourisme équestre labellisé[réf. nécessaire], École d’Équitation, Poney Club labellisées[réf. nécessaire]
- La Chazotte-Plage surveillée et Snack/Bar pendant l'été,

## Culture locale et patrimoine

### Lieux et monuments
- Ruines du château d'Ambur.
- Le GR 4 (océan Atlantique / Méditerranée) venant de Chapdes-Beaufort, traversant la commune de Saint-Jacques-d'Ambur en direction de Miremont.
- Le PR La Chazotte / Ambur de 3 heures.
- La plage, les chalets et le snack de la Chazotte (baignade surveillée l'été) situés à 3 km du bourg, au bord du lac des Fades-Besserve.

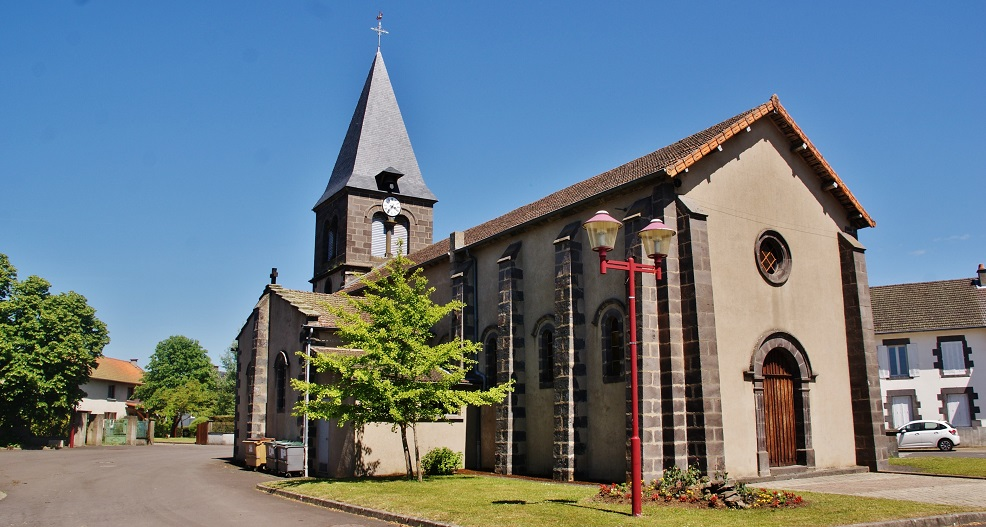
L'église...
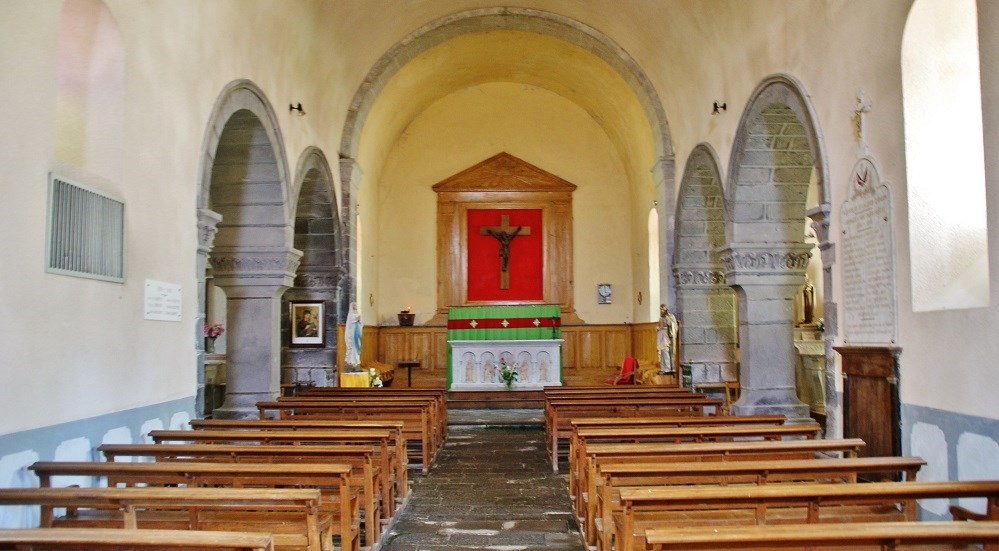
... et sa nef
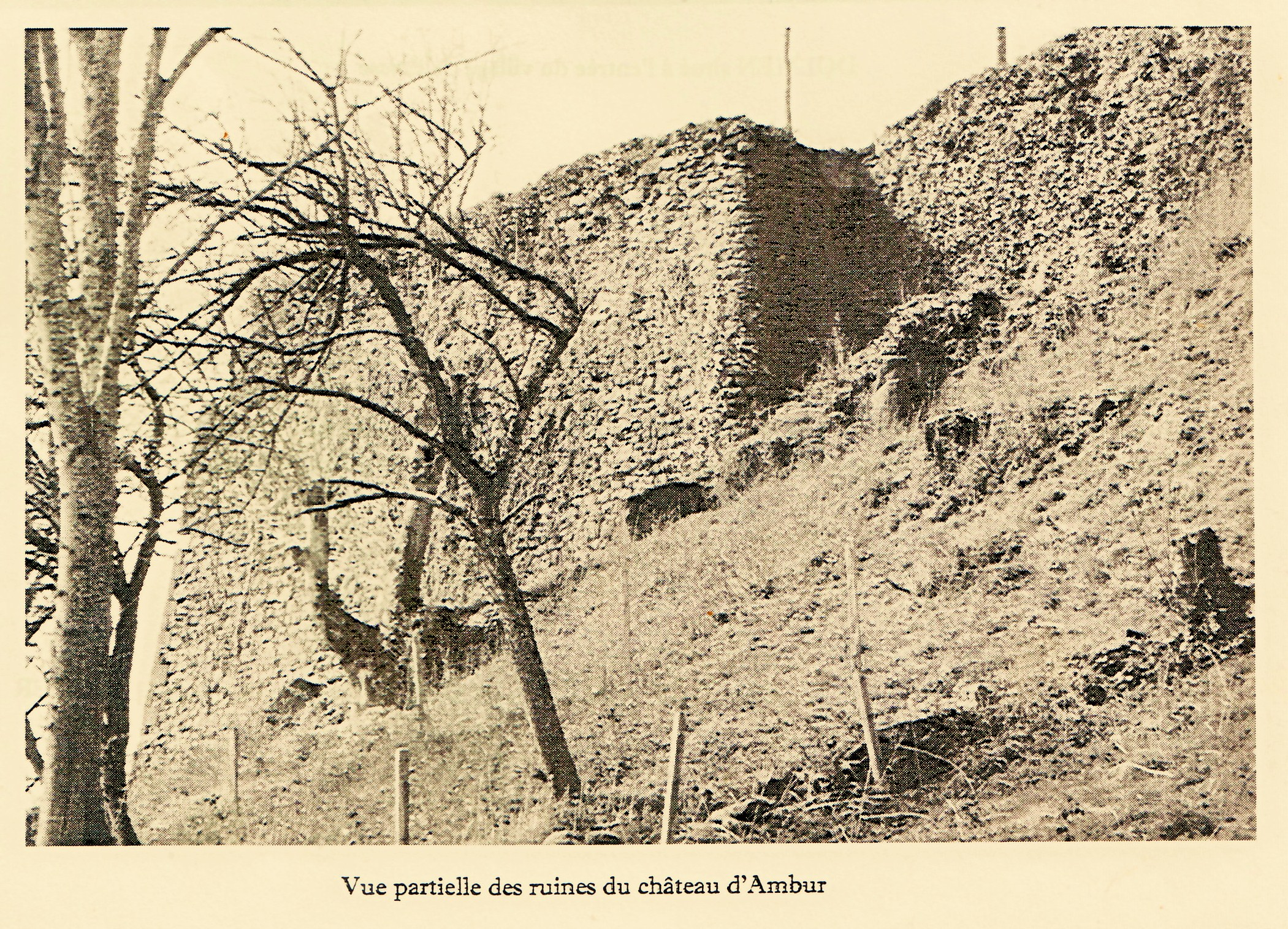
Ruines du château d'Ambur.
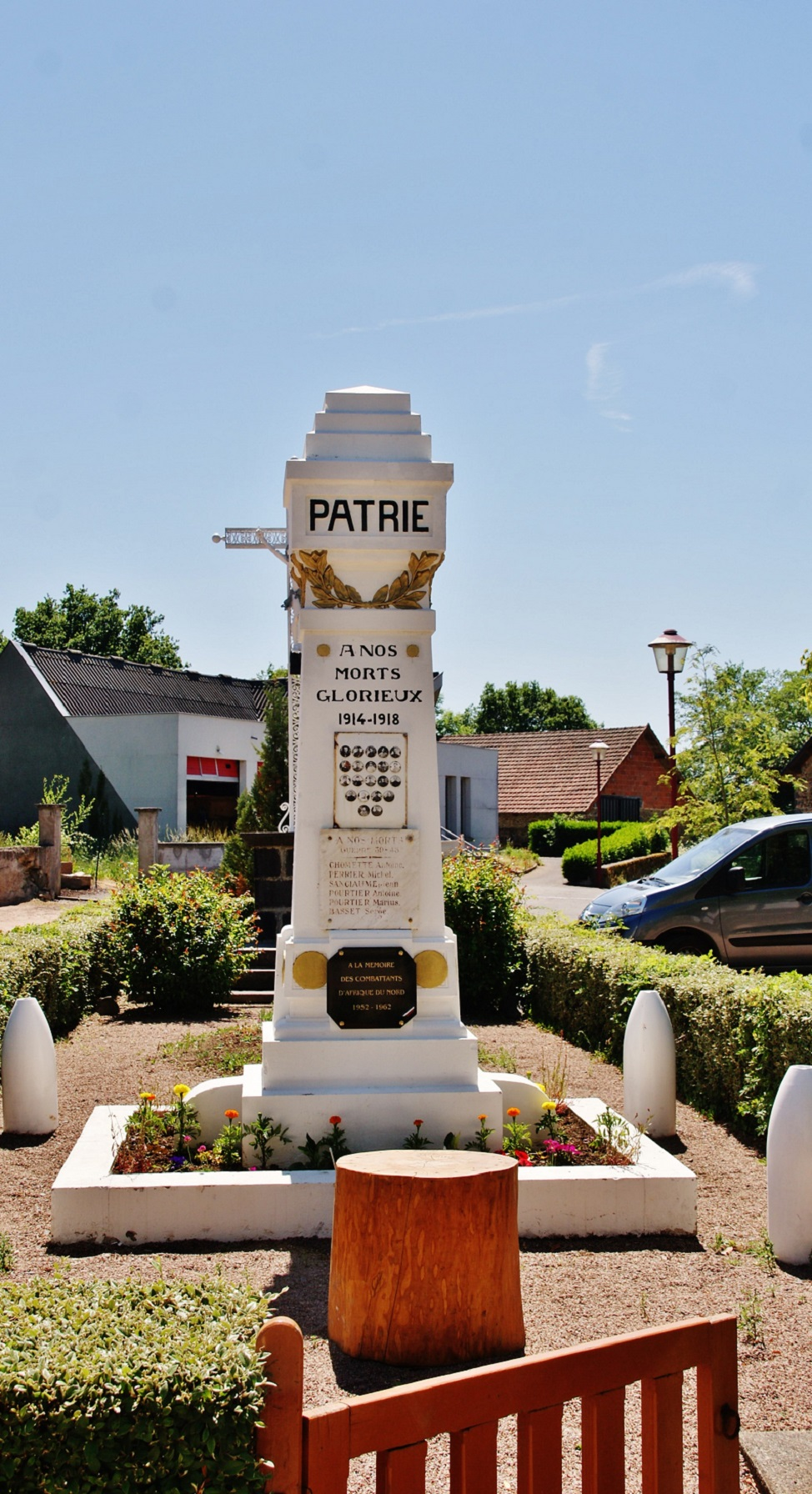
Le monument aux morts.

### Personnalités liées à la commune
- Michèle André, femme politique, femme politique française, membre du Parti socialiste,  directrice d'établissement médico-social public,  secrétaire d'État chargée des Droits des femmes dans le deuxième gouvernement de Michel Rocard, y est née.

## Pour approfondir